# Mattia Preti
Pour les articles homonymes, voir Preti et Calabrese (homonymie).
Mattia Preti, dit aussi il Cavaliere Calabrese, né à Taverna (royaume de Naples) le 24 février 1613, et mort à La Valette (Malte) le 3 janvier 1699, est un peintre italien de l'école napolitaine, également actif à Rome et surtout à Malte.

## Biographie
Mattia Preti est né à Taverna en Calabre dans la province de Catanzaro, alors dans le royaume de Naples sous domination espagnole. Mattia est le troisième enfant d'une famille nombreuse pas riche mais de « qualité morale et intellectuelle » selon un de ses biographes Alfonso Frangipane. Sa mère Innocenza Schipani, installée de longue date dans le village de San Martino, appartenait à l'une des quatorze familles nobles de Taverna. Mattia est baptisé le 26 février 1613, deux jours après sa naissance, dans la chapelle paroissiale. Il a comme précepteur Don Marcello Anania, prètre de l'église Sante-Barbara de Taverna. Mattia possédait un talent naturel pour le dessin, jeune déjà, il recopiait les gravures de son frère Gregorio, parti pour Rome.
Preti aurait fait son apprentissage à Naples auprès du peintre caravagesque Battistello Caracciolo, l'un des principaux peintres de l'école napolitaine des premières décennies du XVIIe siècle.

### Période romaine (1630-1653)
Il rejoint selon toute probabilité son frère Gregorio Preti, également peintre, à Rome vers 1630. Dans la cité papale, alors capitale européenne de la peinture, il perfectionne sa maîtrise du naturalisme caravagesque et étudie les œuvres des grands peintres du temps, tels que Guido Reni, Le Dominiquin, Le Guerchin, Pierre Paul Rubens et Giovanni Lanfranco. Quand il ne peint pas avec eux, il se déplace en Italie, en Espagne et en Flandre pour rencontrer certains autres. En 1641, en remerciement, le pape Urbain VIII, le recommande à l'ordre de Saint-Jean de Jérusalem qui le fait chevalier de grâce, un privilège rare à l'époque pour un roturier (Le Caravage avait également été admis chevalier de Malte trente ans plus tôt).
À Rome, il réalise de grands décors à fresque, comme à San Giovanni Calibita (it), à San Carlo ai Catinari, où il peint les fresques de la Vie de San Carlo du mur d'entrée en collaboration avec son frère Gregorio, et dans l'église Sant'Andrea della Valle, où il décore l'abside du sanctuaire avec des scènes du Martyre de San Andrea.

### Période napolitaine (1653-1661)
Mattia Preti regagne Naples en 1653 où règne alors la peinture de Luca Giordano. Preti va alors devenir l'un des artistes les plus influents de l'école napolitaine.
Après la grande peste de Naples, il est chargé de réaliser la peinture à fresque, entre 1657 et 1659, des arcades votives des différentes portes de la ville. Seule, aujourd'hui, reste la peinture de la Porta San Gennaro. Preti réalise aussi des fresques pour diverses églises napolitaines, comme la Vita di San Pietro Celestino et la Vita di Santa Caterina d'Alessandria de la nef et des transepts de l'église di San Pietro a Majella (it). Il réalise des tableaux comme le Ritorno del frigliol prodigo au palais royal de Naples et d'autres encore pour les églises napolitaines.
En 1659, il est appelé à Malte par le grand maître Martin de Redin.

### Période maltaise (1661-1699)
Mattia Preti arrivera à Malte en 1661. Il est accueilli par le grand maître Rafael Cottoner y de Oleza. Il y résidera pendant près de quarante ans, il connaîtra cinq grands maîtres qui lui permettront d'exprimer son art en devenant le peintre officiel de l'ordre de Saint-Jean de Jérusalem.
Son travail le plus connu est la décoration à fresque de la voûte de la Co-cathédrale Saint-Jean de La Valette. Cette réalisation monumentale reste sa principale œuvre, qui l'occupe pendant cinq années. Il participe à de nombreux autres chantiers décoratifs sur l'île de Malte et celle de Gozo. Il réalise notamment pour la cathédrale Saint-Pierre-et-Saint-Paul de Mdina une Conversione di San Paolo. Il peint sur toile beaucoup d’œuvres, encore aujourd'hui présentes dans des églises maltaises, dans les collections du musée national des Beaux-Arts de La Valette, mais aussi dans les musées en Italie et ailleurs dans le monde. Certaines familles maltaises possèdent des œuvres de Preti.
Il fait des voyages hors de l'archipel maltais comme en 1672 pour décorer les églises de sa ville natale Taverna.
À la fin de sa vie, il est reconnu dans toute l'Europe comme l'un des principaux peintres italiens et à Malte comme le plus important peintre maltais. L'historien de l'art Antonio Sergi estime que Mattia Preti aurait peint pendant sa période maltaise environ 400 œuvres, entre tableaux et fresques.

## Œuvres
L'énumération des œuvres de Mattia Preti ci-dessous est une sélection, la production de Preti est estimée à plus de 500 œuvres.

### En Italie
- Taverna

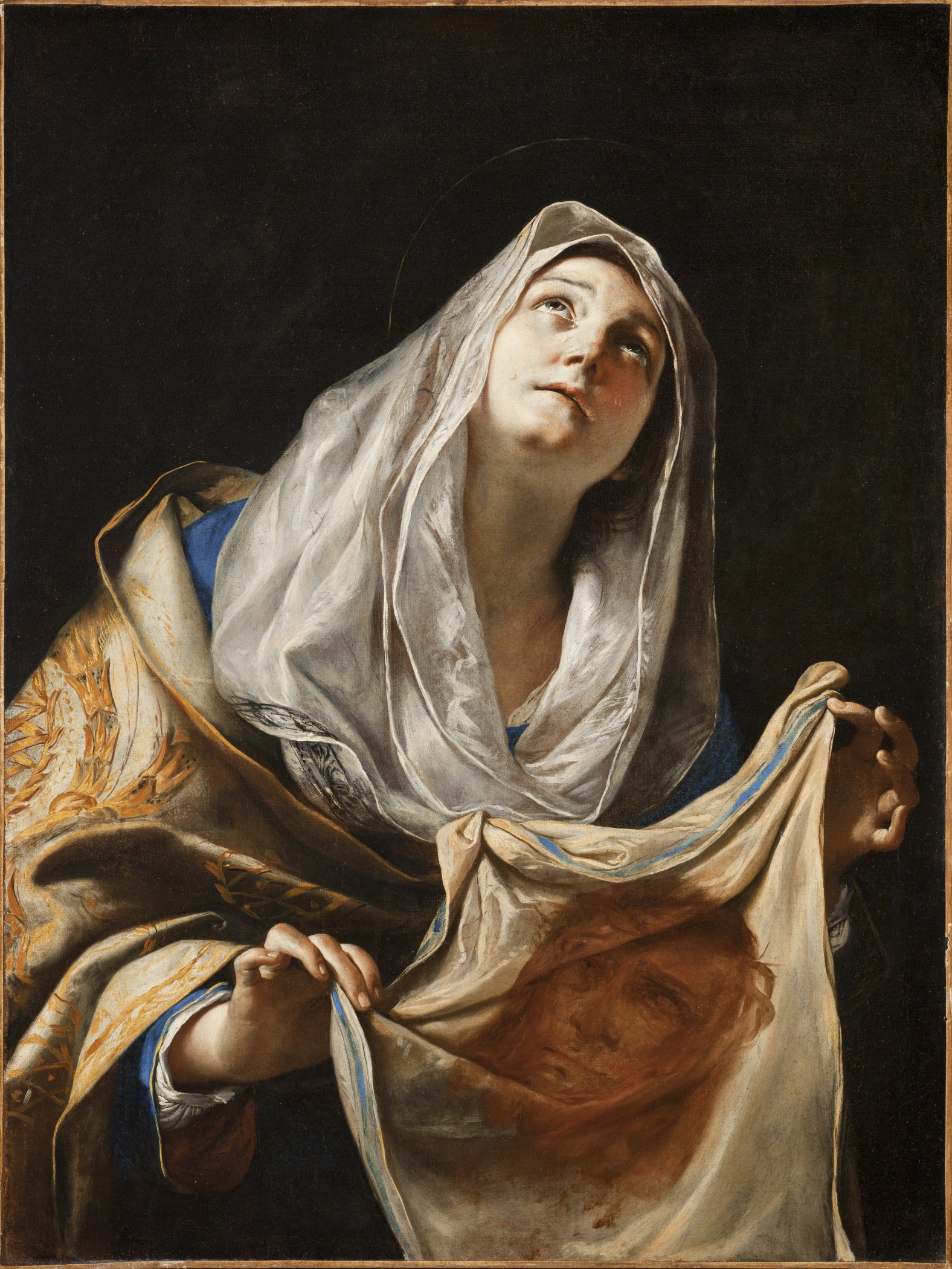
Sainte Véronique au voile (vers 1655-1660), musée d'Art du comté de Los Angeles.

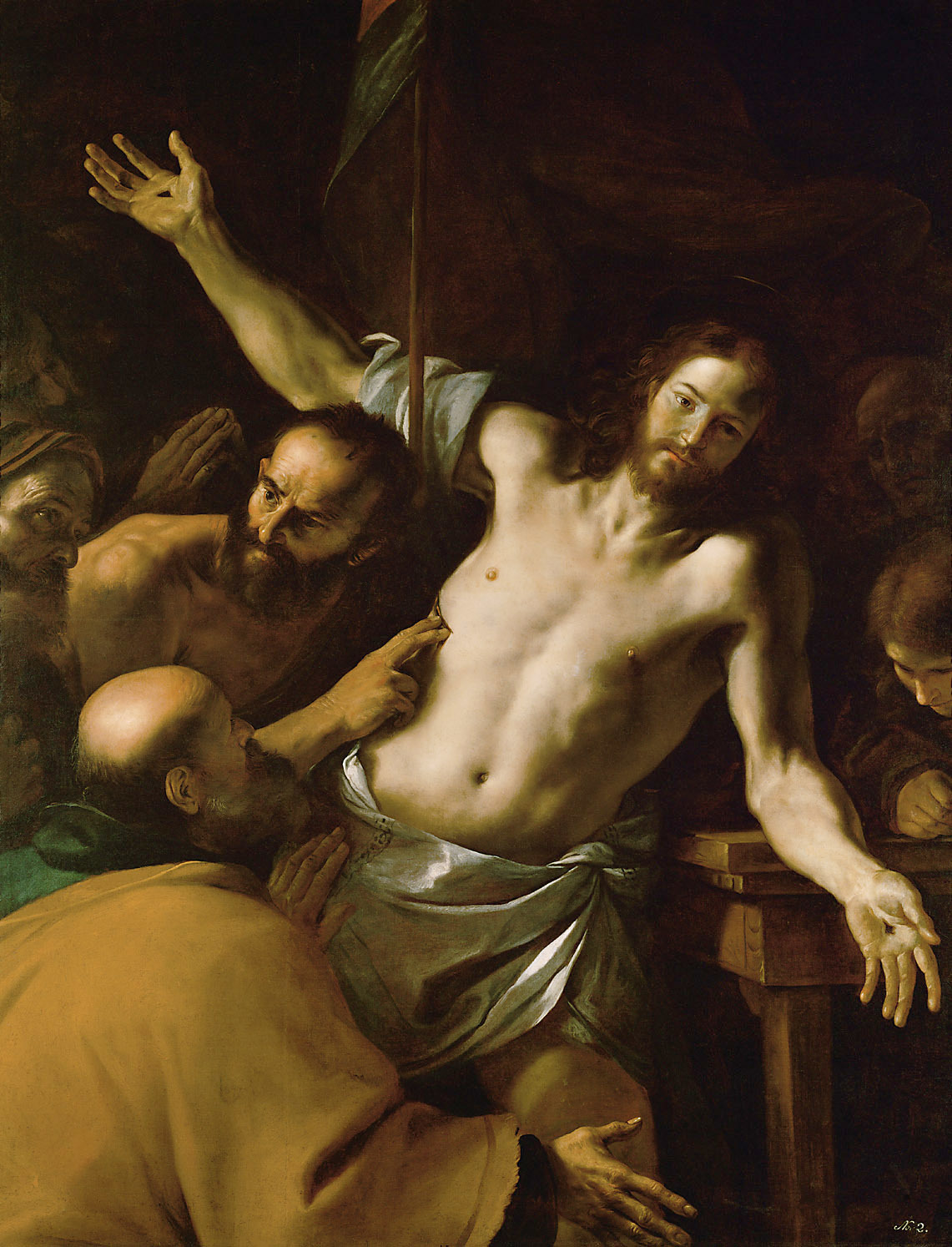
Incrédulité de saint Thomas (vers 1656-1660), musée d'Histoire de l'art de Vienne.

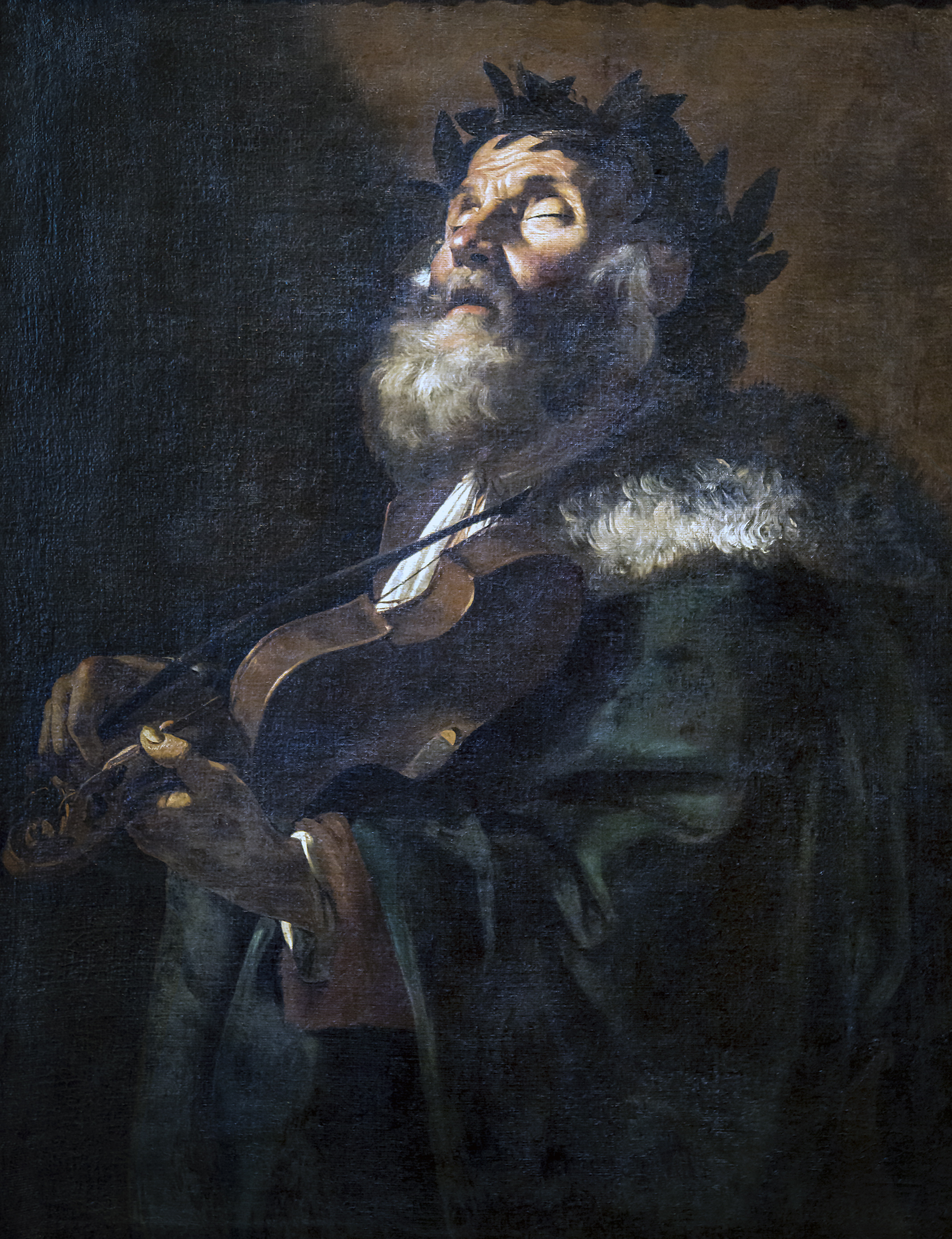
Homère (1635), Galeries de l'Académie de Venise.

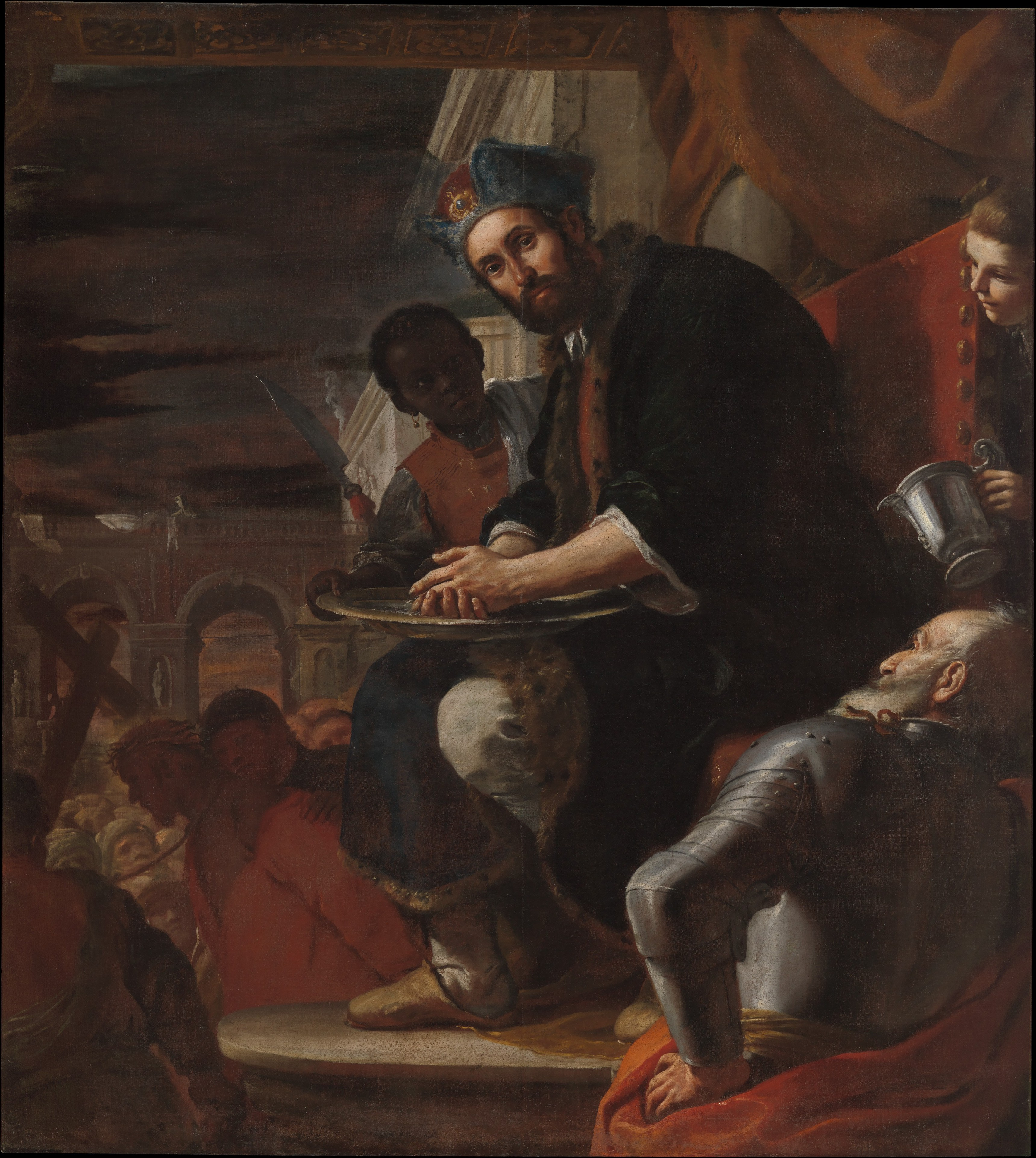
Pilate se lave les mains, Metropolitan Museum of Art, New York

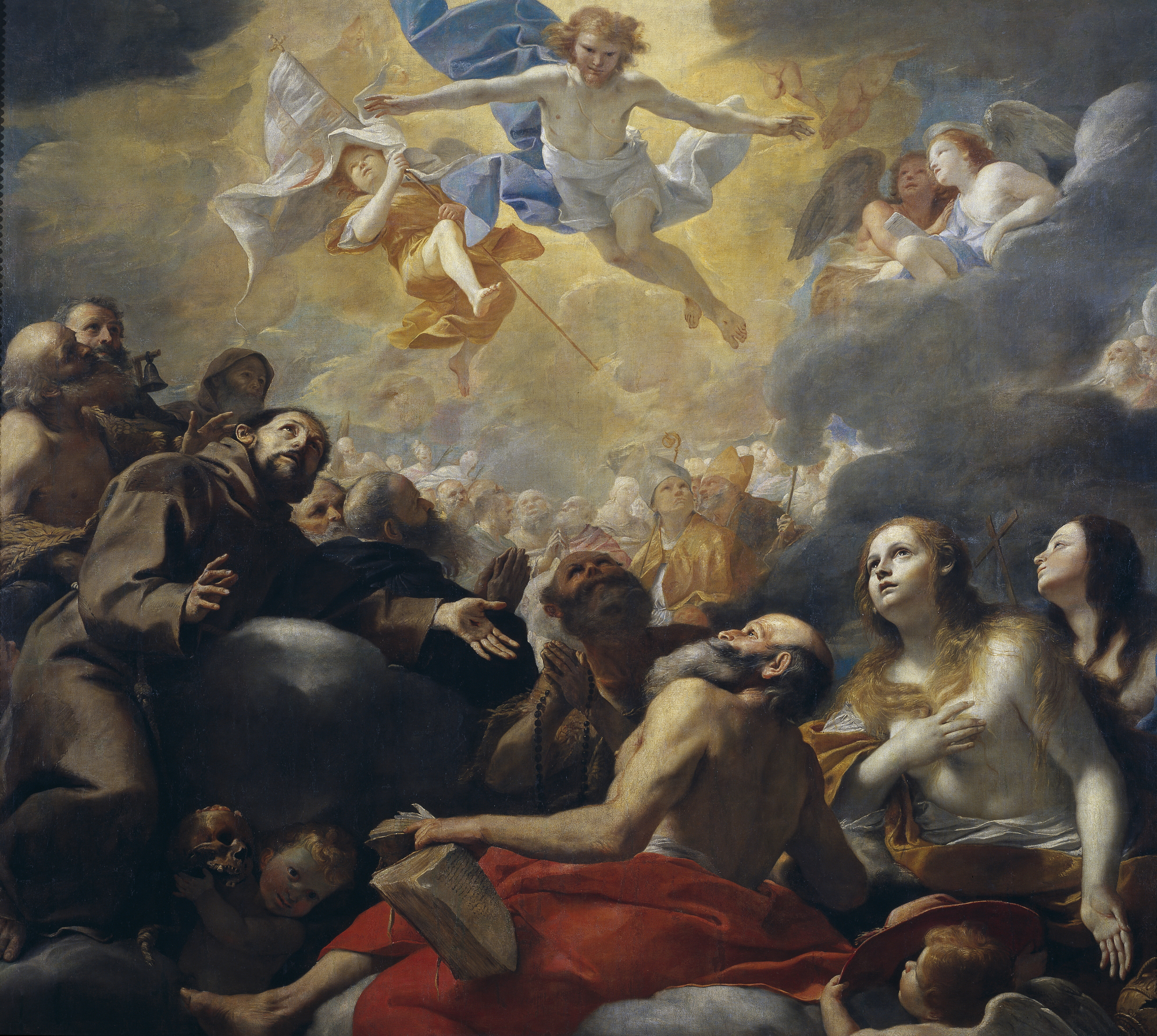
Christ en gloire avec les saints, Musée du Prado, Madrid

  - Madonna col Bambino in gloria tra i santi Gennaro e Nicola di Bari (Vierge à l'enfant en gloire avec les saints Gennaro et Nicolas de Bari) dit Madonna della purità (Madone de la Pureté) entre 1636 et 1644, huile sur toile 248 × 196 cm, église de San Domenico
  - Santi Pietro e Paolo (Saints Pierre et Paul) vers 1651-1652, huile sur toile 74 × 54 cm, Museo Civico
  - Apoteosi di San Pietro Celestino (Apothéose de saint Pierre Célestin) vers 1656-1658, Crayon noir sur papier 24 × 19 cm, Museo Civico
  - Il Battesimo di Cristo (Baptême du Christ) vers 1660, huile sur toile 140 × 110 cm, église de Santa Barbara
  - Predica di san Giovanni Battista (Prédication de saint Jean-Baptiste) avec autoportrait, vers 1672, huile sur toile 290 × 202 cm, église de San Domenico (chapelle Preti)
  - Dio Padre Benedicente (Deux pères bénédictins) vers 1672, huile sur toile 76 × 53 cm, église de San Domenico (chapelle Preti)
  - Miracolo di San Francesco di Paola (Miracle de saint François de Paule) vers 1678, huile sur toile 183 × 127 cm, église de San Domenico
  - Madonna col Bambino adorata dai santi Francesco di Paola e Gaetano da Thiene (Vierge à l'Enfant adorée par les saints François de Paule et Gaétan de Thiene) dit Madonna di Loreto (Madone de Loreto ) vers 1679, huile sur toile 233 × 160 cm, église de Santa Barbara
  - Eterno Padre (Père éternel) vers 1679, huile sur toile 40 × 60 cm, église de Santa Barbara
  - Madonna col Bambino tra i santi Michele Arcangelo e Francesco d’Assisi (Vierge à l'Enfant avec les saints Michel l'Archange et François d'Assise) dit Madonna degli angeli (Madone des anges) vers 1680, huile sur toile 269 × 192 cm, Museo Civico
  - Presentazione di Gesù al Tempio (Présentation de Jésus au temple) vers 1680, huile sur toile 202 × 136 cm, église de Santa Barbara
  - Patrocinio di Santa Barbara (Patronage de sainte Barbe) vers 1680, huile sur toile 460 × 305 cm, église de Santa Barbara
  - La Trinità con Santa Barbara, San Liborio e i santi martiri: Mercurio, Clemente, Eustorgio e Vicario (La Trinité avec les saints Barbe et Libère et les saints martyrs Mercurio, Clement, Eustorgio et Vicaire) vers 1680, huile sur toile 236 × 161 cm, église de Santa Barbara (réattribué à Preti au XIXe siècle)
  - Gloria di angeli adoranti (Gloire des anges en adoration) vers 1680, huile sur toile 69 × 52 cm, église de Santa Barbara
  - Cristo fulminante - la visione di San Domenico (Christ fulminant - la vision de saint Dominique) vers 1680, huile sur toile 372 × 260 cm, église de San Domenico (autel majeur)
  - Madonna col Bambino tra i santi Lorenzo, Francesco Saverio, Apollonia e Lucia (Vierge à l'Enfant avec les saints Laurent, François Saverio, Apollonia et Lucie) dit Madonna del Carmelo (Madone du Carmel) vers 1680, huile sur toile 206 × 136 cm, église de San Domenico
  - Crocifissione (Crucifixion) vers 1682-1684, huile sur toile 233 × 159 cm, église de San Domenico (chapelle Preti)
  - Martirio di San Sebastiano (Martyre de saint Sébastien) avant 1687, huile sur toile 272 × 195 cm, église de San Domenico
  - Martirio di San Pietro da Verona (Martyre de saint Pierre de Vérone) vers 1687, huile sur toile 290 × 202 cm, église de San Domenico
  - La Madonna e il Bambino consegnano il Rosario ai santi Domenico e Caterina da Siena (Madonna col Bambino tra i santi Lorenzo, Francesco Saverio, Apollonia e Lucia) dit Madonna del Rosario (Madonna del Carmelo), fin des années 1680, huile sur toile 285 × 230 cm église de San Domenico (chapelle Preti)
  - Redentore Infante, premières années 1690, huile sur toile 185 × 112 cm, église de San Domenico
- Naples
  - Saint Nicolas en extase, vers 1653, huile sur toile 217 × 156 cm, Museo nazionale di Capodimonte
  - Convito di Baldassarre, entre 1653 et 1659, huile sur toile 202 × 197 cm, Museo nazionale di Capodimonte
  - Giuditta e Oloferne, vers 1656, huile sur toile 186 × 143 cm, Museo nazionale di Capodimonte
  - San Giovanni Battista, vers 1656, huile sur toile 183 × 144 cm, Museo nazionale di Capodimonte
  - Cristo scaccia Satana, vers 1656, huile sur toile 234 × 182 cm, Museo nazionale di Capodimonte
  - Bozzetti degli affreschi votivi della peste del 1656, vers 1656-1657, huile sur toile 127 × 75 cm, Museo nazionale di Capodimonte
  - Convito di Assalonne, vers 1657, huile sur toile 205 × 294 cm, Museo nazionale di Capodimonte
  - Madonna di Costantinopoli, vers 1657, huile sur toile 286 × 196 cm, Museo nazionale di Capodimonte (église Sant'Agostino degli Scalzi)
  - Saint Sébastien, vers 1657, huile sur toile 240 × 169 cm, Museo nazionale di Capodimonte
  - Andata al Calvario, vers 1660-1665, huile sur toile 210 × 260 cm, Museo nazionale di Capodimonte (Palazzo di Montecitorio à Rome).
  - Ritorno del figliol prodigo, vers 1658, huile sur toile 206 × 283 cm, Palazzo Reale
  - Storie della vita di San Pietro Celestino e santa Caterina d'Alessandria, église San Pietro a Majella
- Rome
  - Fuga di Enea da Troia, vers 1630, huile sur toile 86 × 153 cm, Palazzo Barberini, Galleria Nazionale d'Arte Antica
  - Il tributo della moneta, vers 1635, huile sur toile 121 × 170 cm, Galleria di Palazzo Corsini
  - Resurrezione di Lazzaro, vers 1650, huile sur toile 202 × 260 cm, Palazzo Barberini, Galleria Nazionale d'Arte Antica
  - La cena del ricco Epulone, vers 1665, huile sur toile 148 × 200 cm, Palazzo Barberini, Galleria Nazionale d'Arte Antica
  - Crocifissione di sant'Andrea, église Sant'Andrea della Valle
  - 'Sepoltura di sant'Andrea, église Sant'Andrea della Valle
  - Martirio di sant'Andrea, église Sant'Andrea della Valle
  - Carità di san Carlo Borromeo, église San Carlo ai Catinari
  - Agar e l'angelo, Galerie Borghèse
  - San Bartolomeo, Palais Corsini
  - San Giovanni Battista, Galerie Doria-Pamphilj
  - Concerto, , Galerie Doria-Pamphilj
  - Cristo tentato dal Demonio, Galleria Spada
  - Cristo e l'adultera, Galleria Spada
- L'Aquila
  - Cristo della moneta, Museo Nazionale d'Abruzzo
  - Cristo e l'adultera, Museo Nazionale d'Abruzzo
  - Giobbe nel letamaio, Museo Nazionale d'Abruzzo
  - Martirio di san Bartolomeo Museo Nazionale d'Abruzzo
- Barrafranca, Vergine Annunziata, église de Santa Maria dell'Itria
- Bologne, Sacrificio di Isacco, vers 1650-1651, huile sur toile 287 × 207 cm, Pinacoteca Nazionale
- Fano, San Nicola di Bari, vers 1657, huile sur toile 315 × 210 cm, Pinacoteca Civica
- Florence, Vanitas, vers 1656, huile sur toile 93,5 × 65 cm, Galleria degli Uffizi
- Gênes
  - Clorinda libera Olindo e Sofronia dal rogo, vers 1646, huile sur toile 248 × 245 cm, Palazzo Rosso
  - Resurrezione di Lazzaro, Palazzo Rosso
- Maddaloni (Caserta), Cristo tentato da Satana, vers 1656, huile sur toile 239 × 180 cm, , église de la Santissima Annunziata (chapelle Carafa)
- Messine, Cristo morto, Museo Regionale
- Milan
  - Il tributo della moneta, vers 1640, huile sur toile 103 × 143 cm, Pinacoteca di Brera
  - Sinite parvulos, vers 1640, huile sur toile 143 × 193 cm, Pinacoteca di Brera
  - Il tributo a Cesare, , Pinacoteca di Brera
  - Una madre raccomanda i figli a Gesù, Pinacoteca di Brera
- Modène, Orchestra di angeli musicanti, entre avril 1651 et mars 1652, fresques, église de San Biagio
- Palerme
  - Cristo e la canarea, vers 1650, huile sur toile, Galleria Nazionale Palazzo Abatellis
  - Cristo e l'adultera vers 1650, huile sur toile, Galleria Nazionale Palazzo Abatellis
  - I quattro evangelisti, huile sur toile, Galleria Nazionale Palazzo Abatellis
- Reggio de Calabre, Ritorno del figliol prodigo, vers 1656, circa, huile sur toile 216 × 231 cm, Pinacoteca Civica di Reggio Calabria
- Sambughè province de Trévise, Cristo davanti a Erode, vers 1660, huile sur toile 263 × 209 cm, église paroissiale de San Martino
- Sienne, Sant’Ignazio di Loyola in gloria, église de San Vigilio
- Tortoreto, Battesimo di Sant’Agostino, huile sur toile 415 × 290 cm, église Sant'Agostino
- Valmontone, Stanza dell'Aria, fresques, Palazzo Doria Pamphilj,
- Venise, Omero, vers 1636-1638, huile sur toile 102 × 81 cm, Gallerie dell'Accademia

### À Malte

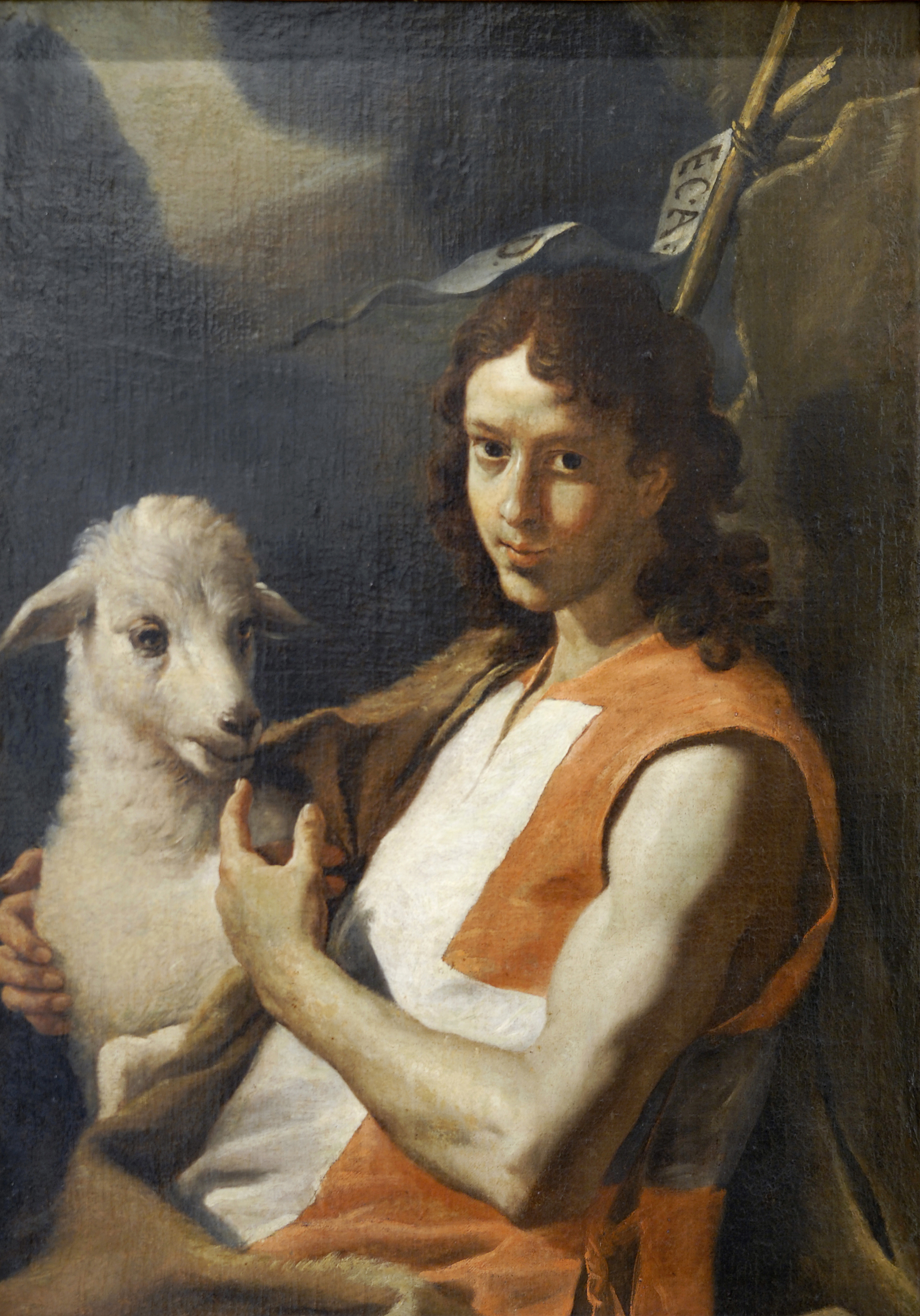
Saint-Jean-Baptiste, Musée national des Beaux-Arts de La Valette

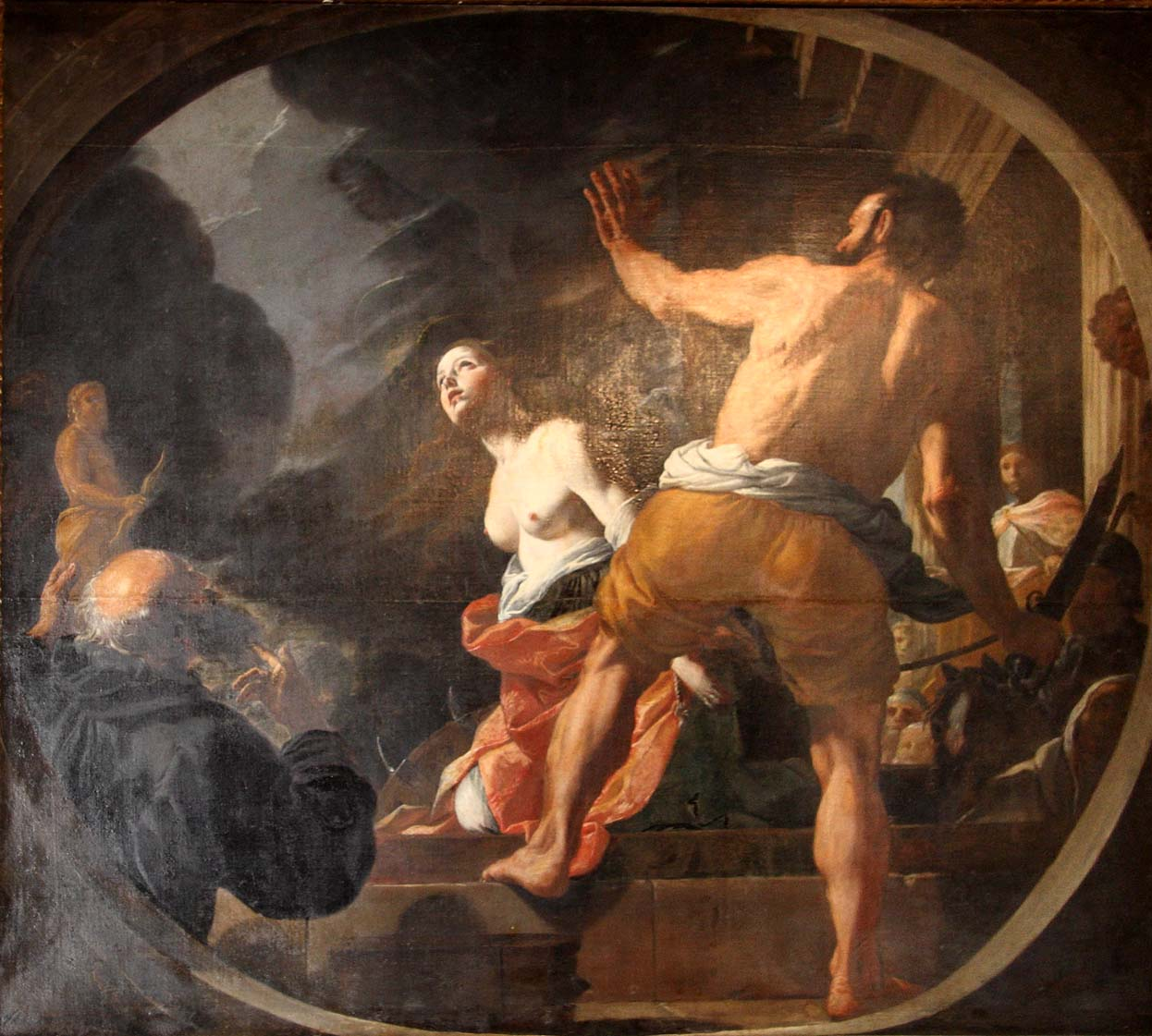
Martyre de Sainte Catherine, Musée national des Beaux-Arts de La Valette

- Co-cathédrale Saint-Jean de La Valette :
- Cathédrale Saint-Pierre-et-Saint-Paul de Mdina :
- Basilique Saint-Georges de Rabat à Gozo :
- Église des Jésuites de La Valette :
- Église Saint-François-d'Assise de La Valette :
- Église Sainte-Catherine d'Alexandrie de La Valette :
- Église Sarria de Floriana :
- Église Saint-Laurent de Birgu :
- Église Saint-Scolastique de Birgu :
- Église Sainte-Thérèse-de-l'Enfant-Jésus de Bormla :
- Église paroissiale Sainte-Catherine-Vierge-et-Martyr de Żurrieq :
- Église paroissiale Saint-Nicolas-de-Bari de Siġġiewi :
- Église paroissiale Saint-André de Luqa :
- Collégiale Saint-Paul de Rabat sur l'ile de Malte :
- Église Saint-Publius de Rabat sur l'ile de Malte :
- Église paroissiale Saint-Georges de Qormi : ⋅
- Église de la Nativité-de-la-Bienheureuse-Marie de Lija :
- Musée national des Beaux-Arts de La Valette :
  - Baptême du Christ, 1661, fresque
  - Vita di San Giovanni Battista
  - Conversione di San Paolo
  - Sposalizio mistico di Santa Caterina
  - Ritratto del Gran Maestro Nicolas Cottoner
  - San Giorgio a cavallo, vers 1658, huile sur toile

### En France

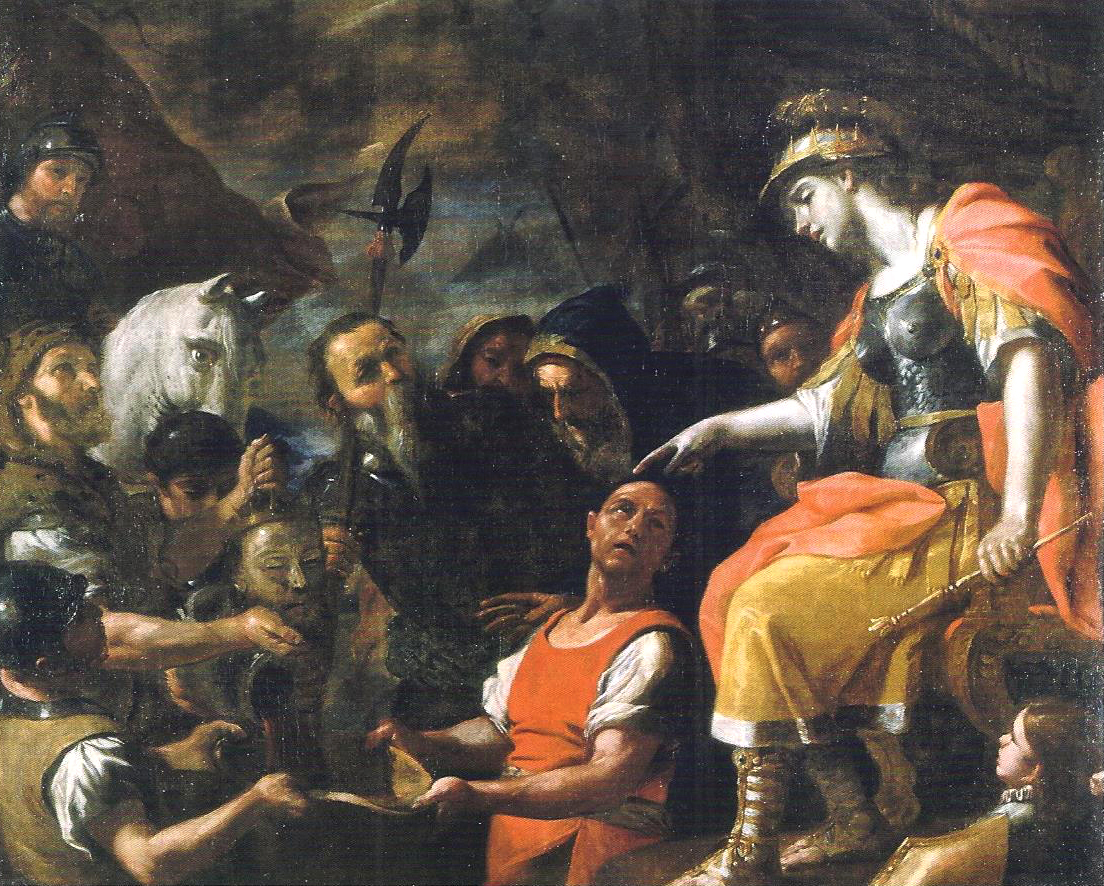
Tomiri immerge la testa di Ciro in un otre di sangue, Musée du Louvre

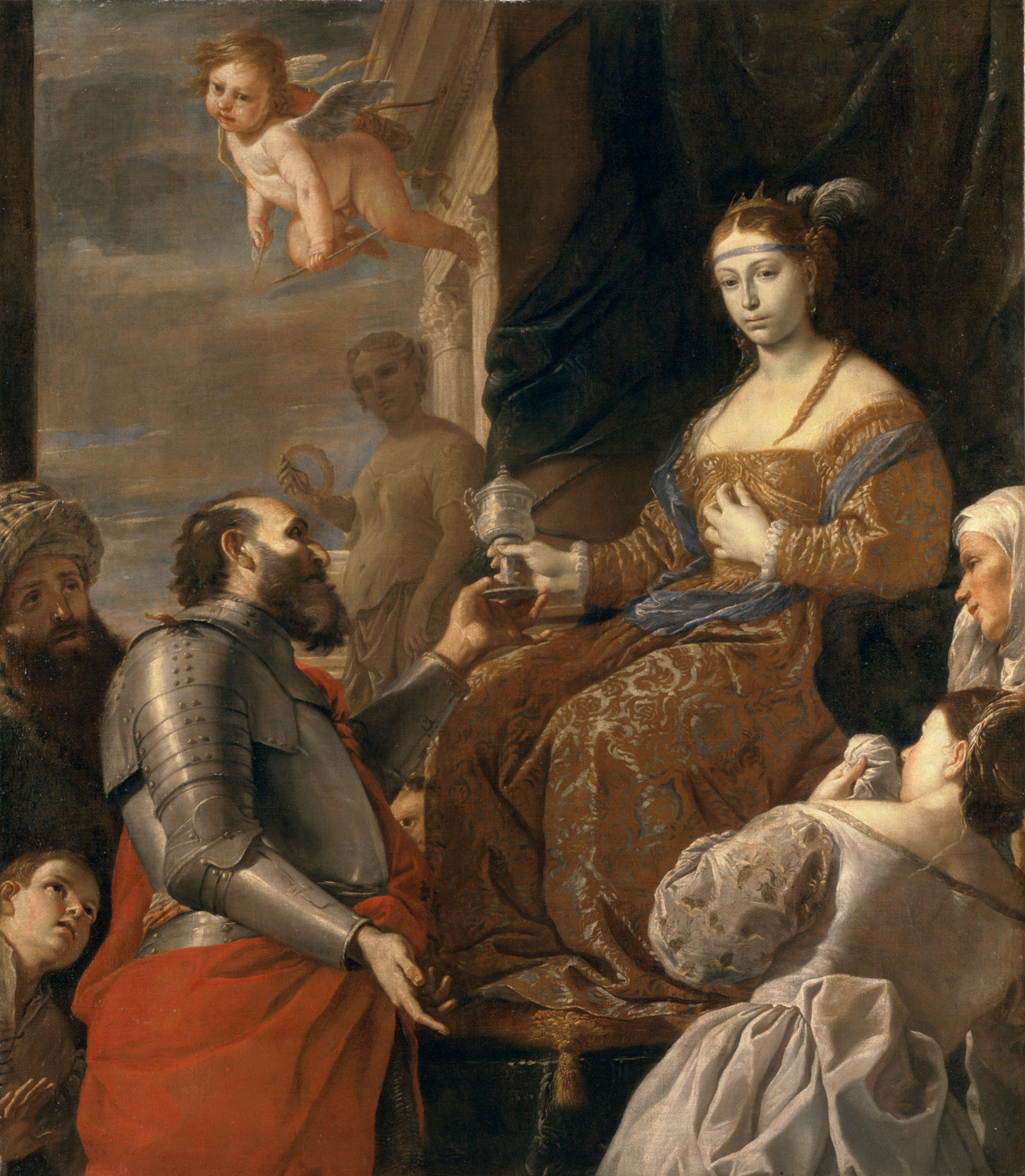
La Mort de Sophonisbe, Musée des Beaux-Arts de Lyon

- Aix-en-Provence, Sainte Marie Madeleine, huile sur toile, musée Granet
- Aix-en-Provence, Joueur de guitare, huile sur toile, musée Granet
- Tours, Trionfo di Sileno, vers 1635, huile sur toile 125 × 270 cm, musée des Beaux-Arts de Tours
- Montpellier, Moïse sur le mont Sinaï, vers 1635-1640, huile sur toile 124 × 280 cm, musée Fabre
- Montpellier, Un prophète, huile sur toile 101 × 81 cm, Musée Fabre
- Nîmes, Jésus au milieu des docteurs, vers 1640-1645, huile sur toile, 135 × 120 cm, Musée des Beaux-Arts de Nîmes
- Grenoble, Crucifiement de saint Pierre, vers 1642, huile sur toile, 336 × 242 cm, musée de Grenoble
- Le Mans, Ritorno del figliol prodigo, vers 1642-1643, huile sur toile 203 × 261 cm, musée de Tessé
- Chambéry, La Mort de Didon, 1655, huile sur toile 247 × 209 cm, Musée des Beaux-Arts de Chambéry
- Chambéry, Judith présentant la tête d'Holopherne, 1655, huile sur toile 239 × 209 cm, Musée des Beaux-Arts de Chambéry[5]
- Chantilly, Ecce Homo, vers 1643, huile sur toile, 259 × 205 cm, Musée Condé
- Paris, Tomiri immerge la testa di Ciro in un otre di sangue, vers 1644, huile sur toile 174 × 213 cm, Musée du Louvre
- Rouen, Saint Nicolas de Bari, vers 1655, huile sur toile 128,5 × 104 cm, Musée des Beaux-Arts de Rouen[6]
- Lyon, Sofonisba riceve il veleno, vers 1670, huile sur toile 198 × 174 cm, Musée des Beaux-Arts de Lyon
- Marseille, Saint Jérôme, huile sur toile 131 × 95 cm, Musée des Beaux-Arts de Marseille
- Orléans, Saint Paul et Saint Antoine, ermites dans le désert, 1660, huile sur toile, 179 × 125 cm, Musée des Beaux-Arts d'Orléans[7]
- Ajaccio, Sainte Véronique, Musée Fesch
- Carcassonne, Le Reniement de Saint Pierre, Musée des Beaux-Arts de Carcassonne
- Toulouse, Saint Sébastien, Fondation Bemberg[8]

### En Europe
- Madrid, Il Concerto, vers 1630-1640, huile sur toile 107 × 145 cm, Musée Thyssen-Bornemisza
- Madrid, Cristo in gloria, vers 1660, circa, huile sur toile 220 × 253 cm, Museo Nacional del Prado
- Vienne, Chiamata di san Matteo, vers 1630-1640, huile sur toile 104 × 164 cm, Musée d'Histoire de l'art de Vienne
- Vienne, Incredulità di Tommaso, vers 1656-1660, huile sur toile 187 × 145,5 cm, Kunsthistorisches Museum
- Vienne, Liberazione di san Pietro, vers 1666, huile sur toile 131 × 301 cm, Gemäldegalerie der Akademie der bildenden Künste (de)
- Oxford, Il gioco delle carte, vers 1630-1640, huile sur toile 109 × 144 cm, Ashmolean Museum
- Wells-next-the-Sea comté de Norfolk, Adorazione dei Magi, vers 1653-1655, huile sur toile 171,9 × 229,6 cm, Holkham Hall
- Londres, Nozze di Cana, vers 1655, huile sur toile 203 × 226 cm, National Gallery
- Varsovie, Adorazione dei pastori, vers 1655, huile sur toile 148,5 × 197 cm, Muzeum Narodowe
- Stuttgart, Cristo e la Cananea, vers 1656, huile sur toile 213 × 178 cm, Staatsgalerie
- Cologne, Giuditta con la testa di Oloferne, vers 1656-1661, huile sur toile 194,5 × 144 cm, Wallraf-Richartz Museum
- Cologne, Morte di Cleopatra, vers 1680-1685, huile sur toile 112 × 93 cm, Wallraf-Richartz Museum
- Bruxelles, Giobbe visitato dagli amici, vers 1665, huile sur toile 243 × 378 cm, Musées royaux des Beaux-Arts de Belgique

### Dans le Monde
- Saint-Pétersbourg, Concerto, vers 1630, huile sur toile 110 × 147 cm, musée de l'Ermitage
- Sarasota, Salomè riceve la testa del Battista, vers 1630-1640, huile sur toile 120 × 171,5 cm, Musée d'Art John-et-Mable-Ringling
- Dayton, L’imperatrice Faustina visita santa Caterina in carcere, vers 1640-1643, huile sur toile 167,5 × 100 cm, Dayton Art Institute
- Toledo, Il banchetto di Erode, vers 1653-1656, huile sur toile 177,8 × 252 cm, Musée d'Art de Toledo
- Houston, Martirio di san Paolo, vers 1656-1659, huile sur toile 179,5 × 187 cm, Musée des Beaux-Arts de Houston
- Toronto, San Paolo Eremita, vers 1656-1660, huile sur toile 233 × 181 cm, Art Gallery of Ontario
- Ottawa, La festa di Assalonne, vers 1656-1661, huile sur toile 183 × 282 cm, National Gallery of Canada
- Austin, Martirio di santa Caterina, vers 1657-1659, huile sur toile 100,5 × 75 cm, Musée d'Art Blanton
- Cleveland, San Paolo Eremita, vers 1660, huile sur toile 103 × 72 cm, Ohio, Cleveland Museum of Art
- Chicago, Ritratto di Martin de Redin, cavaliere di Malta, vers 1660, huile sur toile 92 × 73 cm, Art Institute of Chicago
- New York, Pilato si lava le mani, vers 1663, huile sur toile 206 × 184 cm, Metropolitan Museum of Art
- San Francisco, Predica di san Giovanni Battista, vers 1665, huile sur toile 217 × 170 cm, M. H. De Young Museum
- Greenville, Sinite parvulos, vers 1680-1685, huile sur toile, Bob Jones University

### Dans des collections privées
- Abramo scaccia Agar ed Ismaele, vers 1635-1640, huile sur toile 127 × 150 cm, Milan
- Scena di pestilenza, vers 1638-1640, huile sur toile 87,5 × 137,5 cm, Rome
- Scena di pestilenza, vers 1638-1640, huile sur toile 83,5 × 135,5 cm
- Morte di Catone, vers 1640-1645, huile sur toile 210 × 117 cm
- Santa Veronica, vers 1640-1650, huile sur toile 100 × 80 cm
- Sant'Elena adora la vera croce con santa Lucia e Maria Maddalena, vers 1644-1645, huile sur toile (localisation inconnue)
- Decollazione del Battista, vers 1656, huile sur toile 184 × 263 cm
- Discesa dalla croce, vers 1660, circa, huile sur toile 179 × 128 cm, Collection De Vito.
- Strage degli innocenti, vers 1660-1670, huile sur toile 145 × 212 cm
- San Giovanni Battista rimprovera Erode, vers 1665, huile sur toile 90 × 190 cm, États-Unis
- Salomone offre incenso agli dèi pagani, vers 1675, huile sur toile 204 × 318 cm
- Tomiri pone la testa di Ciro in un otre di sangue, vers 1680-1685, huile sur toile 126,5 × 176 cm, Milan
- Sant’Antonio Abate, huile sur toile 62 × 62 cm, Rome